# Marathon Artists
Marathon Artists est un label discographique britannique, basé à Londres, en Angleterre.

## Histoire
Le label est fondé en 2012 par Paul-René Albertini, Philippe Ascoli et Jimmy Mikaoui. Le label dispose également de ses propres services d'édition et de management. Parmi les artistes du label figurent  Courtney Barnett, Pond, Hazel English, Childhood, Max Jury (en), Sonia Stein, Jamie Isaac (en), Tiny Ruins (en), Baaba Maal, Afro B, Alaskalaska and Jen Cloher.
Marathon Artists est également la maison mère des labels House Anxiety, MOVES et Mahogany Records.
House Anxiety est lancé en 2008, avec les albums de King Krule, Forth Wanderers, Childhood, The Big Pink. En 2018, le label développe les signatures de Marathon Artists, tout en conservant son propre répertoire d'artistes. 
MOVES est lancé en 2017 avec la sortie de la première compilation officielle d'Afrobeats britannique : MOVES: The Sound of UK Afrobeats. Le label travaille avec Naira Marley, Harlem Spartans (en), Mista Silva (en), Jaji Hollands et Omo Frenchie. MOVES produit la musique de Belly Squad, Afro B, Skengdo & AM et Finesse Foreva.
Mahogany Records est lancé en 2017 pour faire paraître des enregistrements de la chaîne YouTube Mahogany Sessions (en), et a publié des morceaux de James Bay et George Ezra.
En 2016, le programme de développement accéléré des startups dans le domaine de la musique et de la technologie : le Marathon Artists LAB se constitue en partenariat avec Sushi Venture Partners. Le Marathon Artists LABs cible les applications prêtes à l'emploi qui optimisent l'exposition du travail des créateurs de musiques et sa monétisation,,.